# Parafia Najświętszego Serca Jezusowego w Bokinach
Parafia pw. Najświętszego Serca Jezusowego w Bokinach – rzymskokatolicka parafia należąca do dekanatu Łapy, diecezji łomżyńskiej, metropolii białostockiej. Siedziba parafii mieści się w Bokinach.

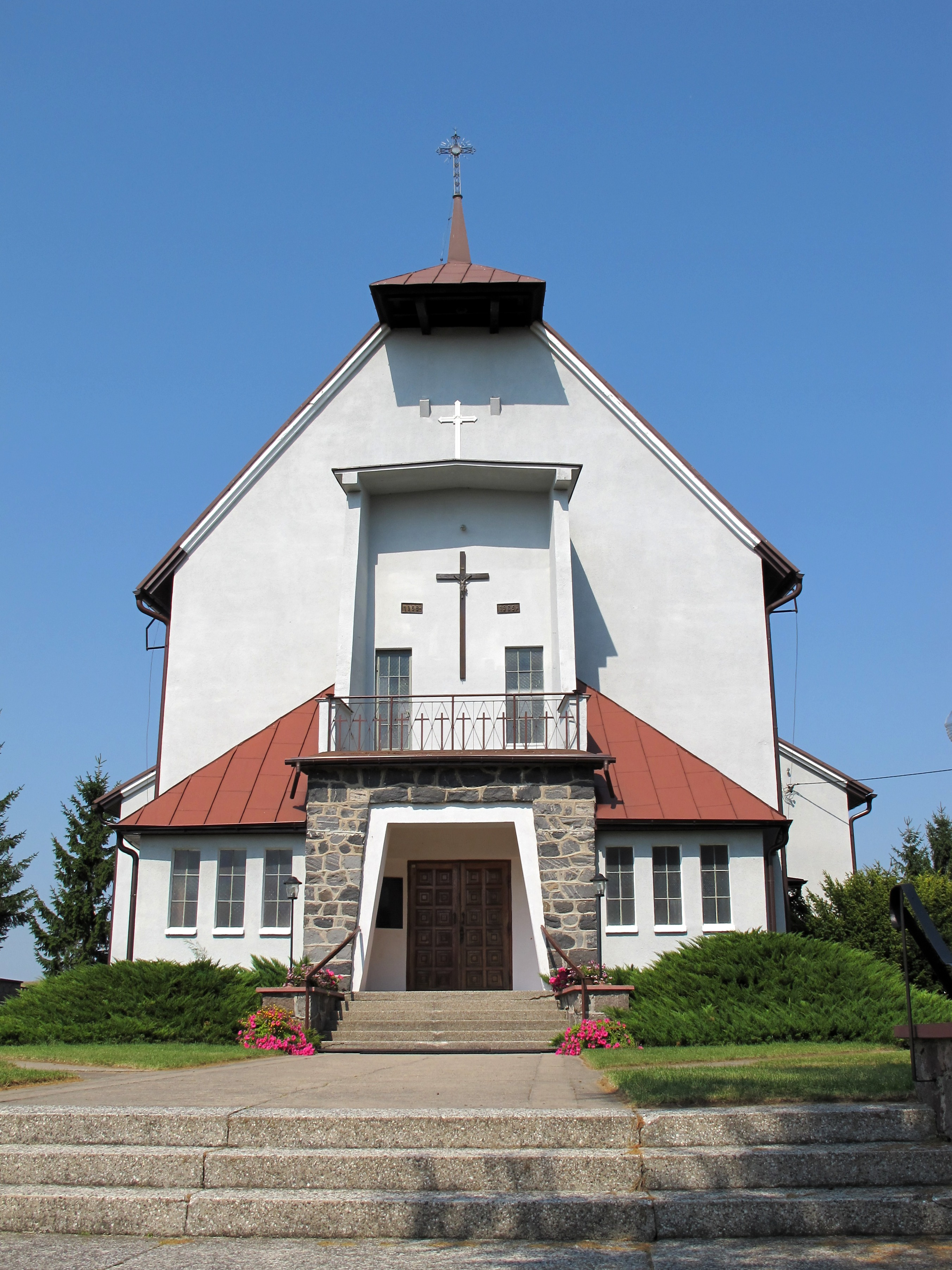
Fasada kościoła

## Historia
Parafia pw. Najświętszego Serca Jezusowego została erygowana 9 lutego 1979 r. przez biskupa łomżyńskiego Mikołaja Sasinowskiego. Powstała z terytorium parafii Waniewo.

## Miejsca kultu

### Kościół parafialny
Kościół murowany pw. Najśw. Serca Jezusowego zbudowany w latach 1958–1965. Pobłogosławiony 6 czerwca 1965 r. przez ks. Józefa Przekopa dziekana z Sokół. Kościół konsekrowany 26 października 1995 r. przez biskupa łomżyńskiego Juliusza Paetza.

## Inne budowle parafialne i obiekty małej architektury sakralnej

### Plebania
Plebania murowana, wybudowana w 1974 r. staraniem ks. Zbigniewa Gołubowskiego.

## Zasięg parafii
W granicach parafii znajdują się miejscowości:
- Bokiny,
- Bokiny Kolonie
- Wólka Waniewska.